# Wismarska tribunalet

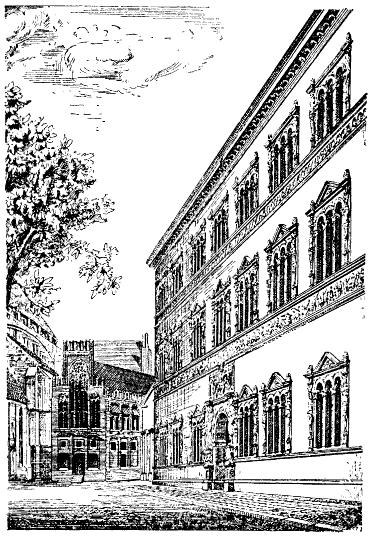
Fürstenhof i Wismar, ursprungligen hertigligt residens, sedan lokal för Wismarska tribunalet

Wismarska tribunalet var en för Sveriges tyska besittningar gemensam överdomstol, sedan de genom Westfaliska freden (1648) hade upphört att, såsom förut i likhet med de övriga tyska staterna, lyda under rikskammarrätten i Speyer. Tribunalen började sin verksamhet 10 maj 1653 efter en preliminärinstruktion; i september 1656 stadfästes triburialsordningen. De pommerska och bremen-verdenska ständerna ägde presentationsrätt vid tillsättandet av lediga platser, med undantag av presidents- och vicepresidentsämbetena, som tillsattes av Kungl. Maj:t. Assessorernas antal från Bremen-Verden och Pommern var lika stort. Provinserna avlönade ämbetsmännen. Enligt kungligt beslut 14 april 1802 flyttades tribunalet till Stralsund, där det hade sin första session den 19 november samma år, men den 12 januari 1803 biföll Kungl. Maj:t lantständernas begäran om tribunalets förflyttning till Greifswald, vilken ägde rum 23 juli samma år. Enligt den så kallade "Pommerska kommitténs" förslag beslöt Kungl. Maj:t 17 september 1810 att namnet tribunal skulle utbytas emot Överappellationsrätt.

## Presidenter i Wismarska tribunalet (inkomplett)
- Bengt Gabrielsson Oxenstierna (1623–1702) blev den 11 september 1652 den förste presidenten.
- Bengt Skytte af Duderhof (1614–1683) utnämnd 1663.
- Axel Carlsson Sparre (1620–1679) tillträdde 1664 men var under åren 1665–1673 överståthållare i Stockholm för att därefter återta ämbetet som president.
- Anders Lilliehöök (1635–1685) utnämnd 1683 men tillträdde inte.
- Johan Rosenhane (1642–1710) tillträdde 1686.[1]
- Gustaf von Faltzburg (1650–1719) tillträdde 1710.
- Ludvig Fahlström (1655–1721) tillträdde strax före sin död 1721.
- Fredrik Christoffer Dohna (1664–1727)
- Johan Lillienstedt (1655–1732) tillträdde den 3 augusti 1727.
- Jacob Philip von Schwerin (1719–1779) utnämnd 1753.
- Carl Otto von Höpken (1715–1782) utnämnd 1769.
- Thure Leonard Klinckowström (1735–1821) innehade ämbetet 1782–1799.
- Nils Barck (1760–1822) utnämndes den 7 oktober 1799 och var under åren 1799–1802 dessutom guvernör i Wismar.